# Institut Isaac-Newton
L'Institut Isaac-Newton, en forme longue Institut Isaac-Newton pour les sciences mathématiques, est un institut de recherche international en mathématiques et en physique théorique, situé dans la ville de Cambridge, au Royaume-Uni.
Ouvert en 1992, il est nommé en l'honneur de sir Isaac Newton (1642-1727), mathématicien, physicien et philosophe britannique, membre en son temps de l'université de Cambridge. En 1993, le mathématicien britannique Andrew Wiles y annonce sa découverte de la preuve du dernier théorème de Fermat.
L'Institut se présente aujourd'hui comme l'organisme de recherche britannique majeur dans le domaine des mathématiques,, en « stimulant la recherche à travers le Royaume-Uni » et en permettant « aux mathématiciens britanniques et étrangers de premier plan de mener ensemble leurs recherches sur de longues périodes ».
En octobre 2016, David Abrahams a succédé à John Toland à la direction de l'Institut.

## Histoire

### Fondation et financement
L'Institut Isaac-Newton est fondé en juillet 1992, notamment grâce au soutien du St. John's College et du Trinity College, tous deux situés à Cambridge. Le St. John's College cède ainsi un terrain où est spécialement construit un bâtiment pour l'Institut. Le Trinity College dote quant à lui l'Institut de fonds, ceux-ci devant lui permettre de subvenir aux coûts de fonctionnement au cours des cinq années suivantes. La London Mathematical Society apporte elle aussi son concours à la fondation de l'Institut.
Après plusieurs négociations avec le Conseil pour la recherche en sciences physiques et de l'ingénieur (Engineering and Physical Sciences Research Council ou EPSRC), l'Institut Isaac-Newton est désigné pour recevoir des financements afin de constituer un institut mathématique britannique.
Par ailleurs, de nombreuses entreprises privées et organismes associés à l'université de Cambridge donnent des fonds à l'Institut.
L'Institut fait officiellement partie de l'université de Cambridge, cette dernière prenant part à son financement. Néanmoins, la majeure partie des fonds perçus par l'Institut provient de l'EPSRC, qui lui donne chaque année 1,6 million de livres sterling.
Le premier directeur de l'Institut est le mathématicien anglais Michael Atiyah, récipiendaire de la médaille Fields en 1966.

### Découverte de la preuve du grand théorème de Fermat par Andrew Wiles (1993)
Le 23 juin 1993, au terme de trois conférences au sein de l'Institut portant sur les fonctions L et l'arithmétique, le mathématicien britannique Andrew Wiles annonce sa découverte de la preuve du grand théorème de Fermat,, conjecturé par le mathématicien français Pierre de Fermat plus de trois siècles auparavant.
Il apparaît néanmoins peu après que la démonstration proposée par Wiles présente une lacune. Ce dernier s'associe alors avec Richard Taylor, auditeur des trois conférences dont Wiles était le directeur de thèse à l'université de Princeton. La collaboration entre les deux scientifiques s'avère être fructueuse, puisqu'ils parviennent à corriger cette erreur dans un article signé  conjointement.

### Années 1990
En octobre 1996, le mathématicien écossais Keith Moffatt prend la direction de l'Institut Isaac-Newton.
En 1999, l'Institut est récompensé du Queen's Anniversary Prize, en reconnaissance des avancées de niveau mondial permises par l'Institut dans le domaine de l'éducation.

## Programmes scientifiques
De manière générale, l'Institut Isaac-Newton organise deux programmes de recherche, incluant chacun vingt membres et s'étalant sur des périodes allant de quatre semaines à six mois. Les sujets de recherche sont déterminés par un éventail de mathématiciens, sur la base de l'intérêt scientifique et de l'éventualité d'importantes avancées dans les domaines considérés. Au cours de ces périodes d’activité de recherche, différents cours et ateliers sont organisés pour les participants.
Parmi les visiteurs de l’Institut figurent 26 médaillés Fields, 8 prix Nobel de physique, 23 prix Wolf et 10 prix Abel, dont les mathématiciens Cédric Villani et Terence Tao, ou le physicien Murray Gell-Mann.

## Directeurs
- 1990-1996 : Michael Atiyah
- 1996-2001 : Keith Moffatt
- 2001-2006 : John Kingman
- 2006-2011 : David Wallace
- 2011-2016 : John Toland
- depuis 2016 : David Abrahams